# Chow Kwong Man
Chow Kwong Man (nascido em 3 de dezembro de 1943) é um ex-ciclista de estrada honconguês.
Competindo na estrada, representou o Honguecongue em duas provas de ciclismo nos Jogos Olímpicos de 1964, realizados em Tóquio, Japão.